# Резолуција Савета безбедности УН 1996
Резолуција Савета безбедности ОУН 1996 усвојена је једногласно 8. јула 2011. године. Њоме је донесена одлука о успостављању Мисије УН-а у Јужном Судану на период од годину дана у циљу одржавања реда и мира у тој новоформираној независној држави Африке.